# Marmor, Stein und Eisen bricht
Marmor, Stein und Eisen bricht ist der Titel eines Schlagers von Drafi Deutscher aus dem Jahr 1965. Die Melodie schrieben Christian Bruhn und Drafi Deutscher, der Text stammt von Günter Loose. Das Stück wurde ein Evergreen und Deutschers größter Erfolg.

## Entstehungsgeschichte
Im Oktober 1965 erschien der 19-jährige Drafi Deutscher im Musikverlag Edition Intro Gebrüder Meisel GmbH und trällerte „dam-dam, dam-dam“. Der Schlagerkomponist Christian Bruhn, der mit dem Verlag zusammenarbeitete, sagte 'Das fängt ja gut an, und wie geht's weiter?', worauf Deutscher antwortete: „Det machst du.“ Unter dem vorläufigen Arbeitstitel „Marmorstein und Eisen bricht“ schrieb der Autor Günter Loose einen Text, Bruhn und Deutscher sorgten für die Melodie. Bruhn steuerte aber auch den Anfang des Refrains bei: Er erinnerte sich an den Poesiealbum-Vers „Marmor, Stein und Eisen bricht, aber treue Liebe nicht.“ Dieser Vers stammt aber ursprünglich aus einem Walzerlied der Operette „Prinzeß Rosine“ von Paul Lincke aus dem Jahr 1905, dessen Text Heinrich Bolten-Baeckers geschrieben hatte; für die Verse, die damals noch „Marmor, Stahl und Eisen bricht …“ lauteten, hatte er auf traditionelles Volksgut zurückgegriffen.
Für die Instrumentierung war Drafi Deutschers Begleitband Magics verantwortlich, die aus Walter Stein (Leadgitarre), Lothar Ferchland (Rhythmusgitarre; siehe Papa Binne’s Jazz Band), Andy Nielebock (Bassgitarre) und Tom Wetzel (Schlagzeug) bestand. Wetzels Schlagzeug spielt in der jeweiligen Wiederholung des Refrains – in der Deutscher auch in einer höheren Tonlage singt – einen double-time, also einen verdoppelten Rhythmus innerhalb der unveränderten Taktstruktur. Dabei wird das Schlagzeug von einem Schellenkranz unterstützt. Zwei mit einem minimalistischen Spielen der E-Gitarre unterlegte Powerchords (Grundton – Quinte, hier zum Teil mit Wechsel zwischen Quinte und Sexte) sind das Erkennungszeichen des Songs. Die Akkorde der E-Gitarre wiederholen sich nach dem Intro als Untermalung für die Strophen. Kurz vor dem Refrain setzt dann die zweite E-Gitarre ein. Im Refrain kommen E-Bass und Schlagzeug dazu.

## Veröffentlichung und Erfolg
Die Single von „Drafi Deutscher And His Magics“ erschien im Oktober 1965 unter dem Titel Marmor, Stein und Eisen bricht / Das sind die einsamen Jahre (Decca D 19 735). Sie erreichte am 4. Dezember 1965 erstmals den ersten Rang der deutschen Hitparade, den sie für fünf Wochen beibehielt. Die Platte verkaufte bis April 1966 alleine in Deutschland mehr als 800.000 Exemplare und mit Hilfe der im Mai 1966 nachgeschobenen englischsprachigen Version weltweit über eine Million Mal. In Deutschland erhielt Marmor, Stein und Eisen bricht eine Goldene Schallplatte. Für den US-Markt hatte Marcel Stellman einen englischen Text mit dem Titel Marble Breaks and Iron Bends verfasst, der immerhin bis Rang 80 der US-Hitparade vordringen konnte. Auch in Österreich wurde das Stück zum Nummer-eins-Hit, in den Niederlanden kam der Titel bis auf Rang 3.
Coverinfo zufolge existieren 50 Coverversionen, darunter auch Parodien. Der Titel erhielt bei der 14. Verleihung des Löwen von Radio Luxemburg 1965 in Essen die bronzene Version. Ein gleichnamiger Film mit Drafi Deutscher kam am 13. August 1982 in die Kinos, der sich jedoch nur bedingt am Leben Drafi Deutschers orientierte. In ihrem Hit An der Copacabana spielt die Erste Allgemeine Verunsicherung mit der Textzeile „Marmor, Stein und Eisen schmilzt, a wenn du deinen Body buildst!“ auf Deutschers Lied an. Auch für den ARD-Podcast Marmor, Stein und Inéz spricht mit Inéz Schaefer war der Song namensgebend.

## Grammatik
Verschiedentlich wurde darauf hingewiesen, der Aufzählung Marmor, Stein und Eisen habe richtigerweise das Verb in der Pluralform brechen statt in der Singularform bricht zu folgen. Christian Bruhn dagegen sieht es als eine in der Lyrik durchaus übliche Singularform, wie sie z. B. auch in „Glück und Glas, wie leicht bricht das“ vorkommt. Außerdem wurde darauf hingewiesen, in der Aufzählung Marmor, Stein und Eisen ergebe eine Unterscheidung zwischen Marmor und Stein keinen Sinn, da Marmor eine Gesteinsart ist. Ursprünglich sollte die korrekte homophone Schreibweise Marmorstein und Eisen verwendet werden.
Die falsche Grammatik soll den bayrischen Rundfunk nach Aussage von Drafi Deutscher dazu veranlasst haben, den Song nicht zu spielen.